# Graham Hood
Graham Hood (Graham Colin Hood; * 2. April 1972 in Winnipeg) ist ein ehemaliger kanadischer Mittelstreckenläufer, der sich auf die 1500-Meter-Distanz spezialisiert hatte.
Bei den Olympischen Spielen wurde er 1992 in Barcelona wurde er Neunter und erreichte 1996 in Atlanta im Vorlauf nicht das Ziel.
1997 wurde er Elfter bei den Hallenweltmeisterschaften in Paris und Siebter bei den Weltmeisterschaften in Athen. 1999 siegte er bei den Panamerikanischen Spielen in Winnipeg und wurde Zehnter bei den Weltmeisterschaften in Sevilla.
2001 erreichte er bei den Weltmeisterschaften in Edmonton das Halbfinale. Im Jahr darauf kam er beim Kurzstreckenrennen der Crosslauf-Weltmeisterschaften 2002 in Dublin auf den 35. Platz und wurde Fünfter bei den Commonwealth Games in Manchester.
Viermal wurde er Kanadischer Meister über 1500 Meter (1991, 1997, 1999, 2001). 1994 holte er für die University of Arkansas startend den NCAA-Titel über 1500 Meter.

## Persönliche Bestzeiten
- 800 m: 1:45,70 min, 25. Juni 1994,	Cork
- 1000 m: 2:16,88 min, 10. Juni 1996, Montreal
- 1500 m: 3:33,94 min, 13. August 1997, Zürich
  - Halle: 3:40,07 min, 7. März 1997, Paris
- 1 Meile: 3:51,55 min, 26. August 1997, Berlin
  - Halle: 3:55,70 min, 15. Februar 2003, Fayetteville
- 3000 m (Halle): 7:59,03 min, 11. Februar 2005, Fayetteville